# La Forêt des pendus
Pour plus de détails, voir Fiche technique et Distribution.
La Forêt des pendus (Pădurea spânzuraților) est un film roumain réalisé par Liviu Ciulei, sorti en 1964.
Le film s'inspire du roman La Forêt des pendus de Liviu Rebreanu.

## Fiche technique
- Titre : La Forêt des pendus
- Titre original : Pădurea spânzuraților
- Réalisation : Liviu Ciulei
- Scénario : Titus Popovici d'après le roman de Liviu Rebreanu
- Musique : Theodor Grigoriu
- Photographie : Ovidiu Gologan
- Montage : Yolanda Mîntulescu
- Décors : Giulio Tincu
- Costumes : Ovidiu Bubulac et Ileana Oroveanu
- Pays d'origine :  Roumanie
- Format : Noir et blanc - Mono
- Durée : 158 minutes
- Date de sortie : 1964

## Distribution
- Victor Rebengiuc : Apostol Bologa
- Anna Széles : Ilona
- Stefan Ciubotarasu : Petre
- György Kovács : Von Karg
- Gina Patrichi : Roza
- Liviu Ciulei : Klapka

## Récompenses
- Prix de la mise en scène au Festival de Cannes